# Marita Aronson
Hallgerd Anna Marita Aronson, född Bauner 10 maj 1939 i Berga församling i Kronobergs län, är en svensk legitimerad psykolog, filosofie doktor och politiker (folkpartist).
Aronsson forskade och doktorerade i början av 1980-talet om barns uppväxtförhållanden till missbrukande mödrar. Aronson har varit lärare vid Psykologiska Institutionen vid Göteborgs universitet och därefter arbetat som barnpsykolog vid Drottning Silvias barn- och ungdomssjukhus, samt vid Bräcke Östergård.
Aronson var folkpartistiskt kommunalråd i Mölndals kommun åren 1985–1991, därefter politiker på deltid fram till 2002 då hon blev riksdagsledamot för Västra Götalands läns västra valkrets åren 2002–2006 och var vice gruppledare för Folkpartiet Liberalernas riksdagsgrupp. Hon har varit ledamot i Mölndals kommunfullmäktige åren 1985–2002 och från år 2006.